# Scorpion Child
Scorpion Child ist eine Classic-Rock-Band aus Austin (Texas).

## Geschichte
Die Band wurde 2006 in Austin (Texas) gegründet. Nach kleineren Auftritten in der lokalen Szene konnte die Band 2010 beim SXSW Music Festival in Austin erstmals vor größerem Publikum auf sich aufmerksam machen. Im Juni 2013 wurde ihr selbstbetiteltes Debütalbum veröffentlicht.
Im Februar 2020 gab die Band bekannt, dass sie seit ca. einem Jahr nicht mehr im bisherigen Sinne existiert. Sie habe aber noch ein fast fertiges Album vorliegen, das sie noch veröffentlichen werde. Am 14. Februar 2025 veröffentlichten sie ihr neues Album I Saw the End as It Passed Right Through Me. 

## Stil
Die Band sah sich selbst beeinflusst vom Krautrock und Psychedelic Rock der frühen 1970er Jahre, von Bands wie Pentagram, Hairy Chapter und Lucifer’s Friend sowie vom Southern Blues eines Blind Willie Johnson, Lemon Jefferson oder Willie McTell.

## Diskografie
- 2009: Thy Southern Sting (Single, Eigenveröffentlichung)
- 2013: Polygon of Eyes (Single, Nuclear Blast)
- 2013: Scorpion Child (Album, Nuclear Blast)
- 2015: She Sings, I Kill (EP, Nuclear Blast)
- 2016: Acid Roulette (Album, Nuclear Blast)
- 2025: I Saw the End as It Passed Right Through Me (Album, Noize in the Attic Records)